# 신앙고백

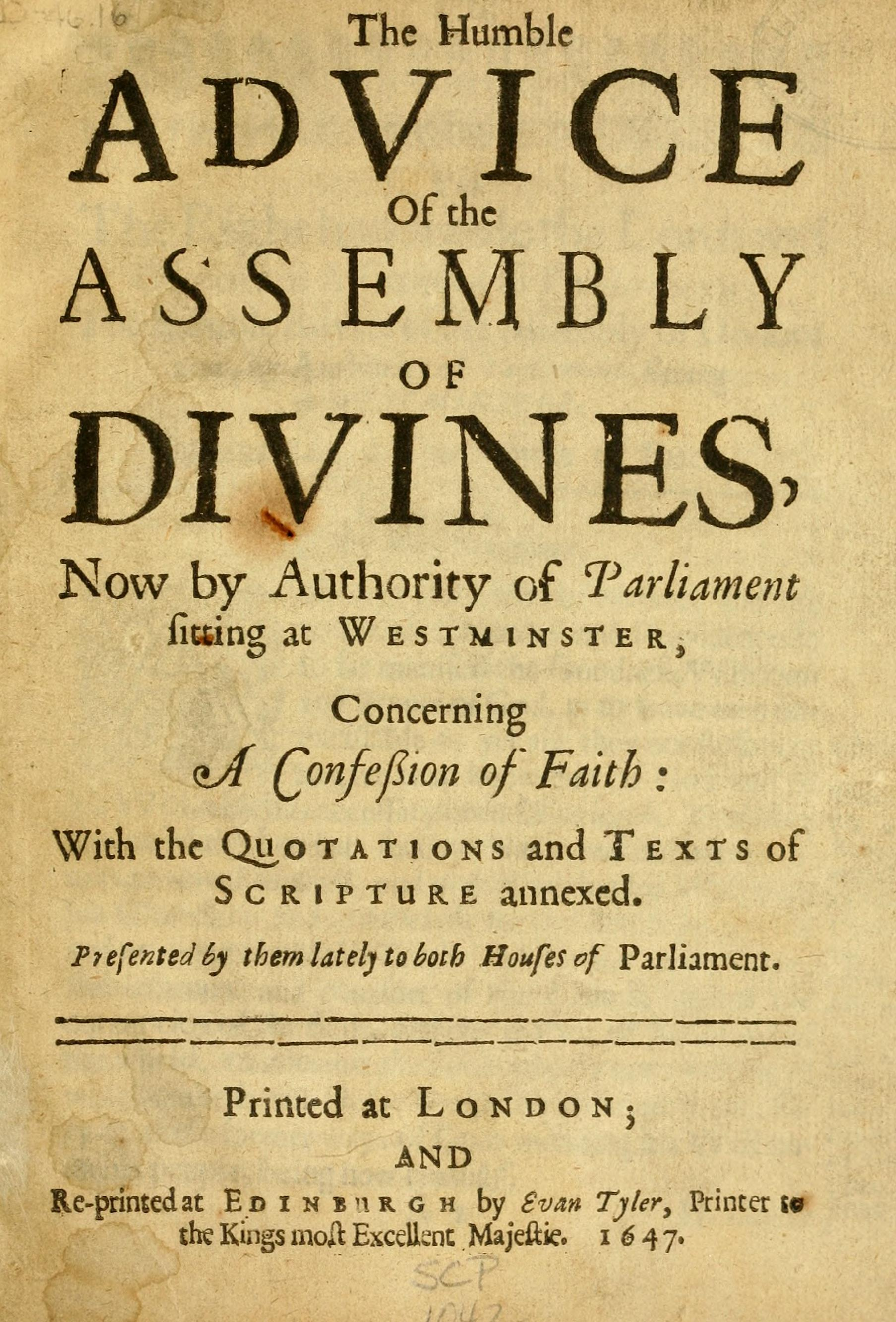
1647년판 웨스터민스터 신앙고백서 표지

신앙고백은 기독교의 바른 교리, 즉 기독교인이 지켜야 할 교리이다. 신경이나 신조(creed)라고도 하는데, 이단으로부터 교회를 보호하거나 기독교의 교리를 정리하는 데 목적이 있다.교회역사에서 고백된 신앙고백은 사도신경, 니케아 신경, 에페소 신조, 칼케돈 신조, 니케아 콘스탄티노폴리스 신경 등이 있다. 그외 영국 성공회의 영국 성공회 39개조 신조처럼 특정교회에서 교회의 성격을 설명하기 위해서 정리한 신앙고백과 스코틀랜드 신앙고백(The Scot Confession), 웨스트민스터 신앙고백,네덜란드의 도르트 신조 (네덜란드어: Dordtse Leerregels), 1632년 메노 시몬즈의 영향을 받은 재침례파의 《도르트 신앙고백》」(TheDordrecht Confession), 사보이 신앙고백, 1689 침례신앙고백과 같은 청교도와 개신교인들의 신앙고백도 있다.

## 웨스트민스터 신앙고백
웨스트민스터 신앙고백은 개신교회의 신조들 중에서 교회론에 대한 가장 완벽한 체계를 확립한 기준 문서로 평가되고 있다. 웨스트민스터 신앙고백은 원래 영국과 스코틀랜드 청교도들의 교리적 통일과 유럽 대륙 내의 개혁파 교회들과의 연결을 목적으로 작성된 것으로, 존 낙스의 신앙고백과 제네바 신앙고백의 영향을 받았으며 칼빈주의를 따르고 있다. 한국에서는 신도게요서(信徒揭要書)로 부르며, 대부분의 장로교회들이 이 신앙고백을 따르고 있다.

## 한국 개신교회의 신조
1907년 장로교회는 독노회를 조직하고 장로교회의 신앙적 기준으로 《12신조》를 공표했다. 《12신조》는 인도 장로교회의 12신조를 서언만 바꾸고
나머지는 그대로 채용한 것이다. 인도 장로교회의 12신조는 1890년에 작성된 영국 장로교회의 24개 신조를 요약한 것이다. 독노회는 웨스트민스터 신앙고백서를 교회에서 가르치도록 언급했지만 총회적 차원에서 공적으로 채택하지는 않았다. 한국장로교회는 12신조의 미흡함을 극복하기 위해서 1960-70년대 들어와서 교회론의 체계를 가장 완벽하게 정립한 웨스트민스터 신앙고백을 각 교단마다 총회적으로 채택하였다.
1963년에 예장합동측이 총회를 통해「웨스트민스터 신앙고백서」를 헌법에 공식적으로 채택하였고, 1968년 예장통합측이,1972년 예장 고신측, 1974년에 예장 대신이 채택하였다.
그러나 1970년대 미국연합장로교회(UPCUSA)가 웨스트민스터 신앙고백을 폐기하고 카를 바르트의 입장을 따라 화해신학적 교회론을 구성하는 《1967년 신앙고백서》를 발간하면서 개혁교회 신조들의 교회론은 심각한 도전을 받고 있다. 신학자 박형룡 박사는 《1967년 신앙고백서》가 사회복음을 주장하는 자유주의적 입장임을 제시했고, 또한 《웨스트민스터 신앙고백》의 전통과 전혀 다른 고백임을 밝혀냈다.